# Іль-Мадам
45°57′25″ пн. ш. 1°06′50″ зх. д. / 45.956944444444° пн. ш. 1.1138888888889° зх. д.
Іль-Мадам (фр. Île Madame) — припливний острів у Франції, департамент Приморська Шаранта. Висота найвищої точки над рівнем моря 18 м. Острів з'єднується з материковою частиною піщано-кам'янистою косою, яка кілька разів на добу затоплюється припливними хвилями. Цей шлях довжиною близько кілометра, по якому дозволений проїзд автомобілів, називається «Прохід биків» (фр. Passe aux bœufs).

## Географія
Іль-Мадам є другим найменшим (менший за нього лише Іль-де-Ноль) з п'яти островів Приморської Шаранти, що у регіоні Нова Аквітанія.
З материком острів з'єднує піщано-кам'яниста дорога Passe aux bœufs довжиною близько 1 км, прохід і проїзд по якій можливий лише під час відливу. Це томболо (перейма), дюнний хребет, утворений відкладами осадового та річкового походження, який знаходиться в процесі об'єднання острова Іль-Мадам з материком. У літній період цю дорогу, як і сам острів, відвідують багато туристів.

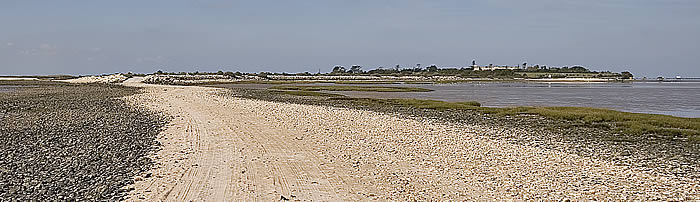
«Прохід биків», вигляд у напрямку острова.

## Історія

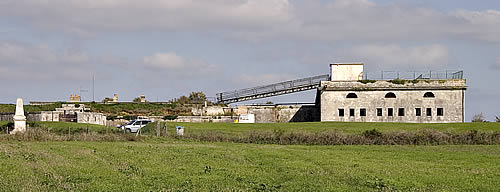
Редут
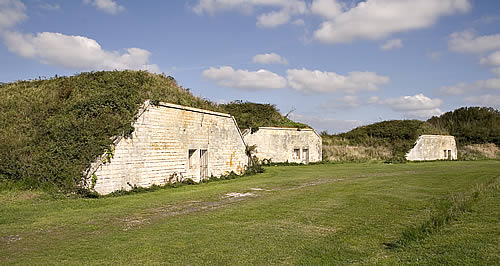
Каземати
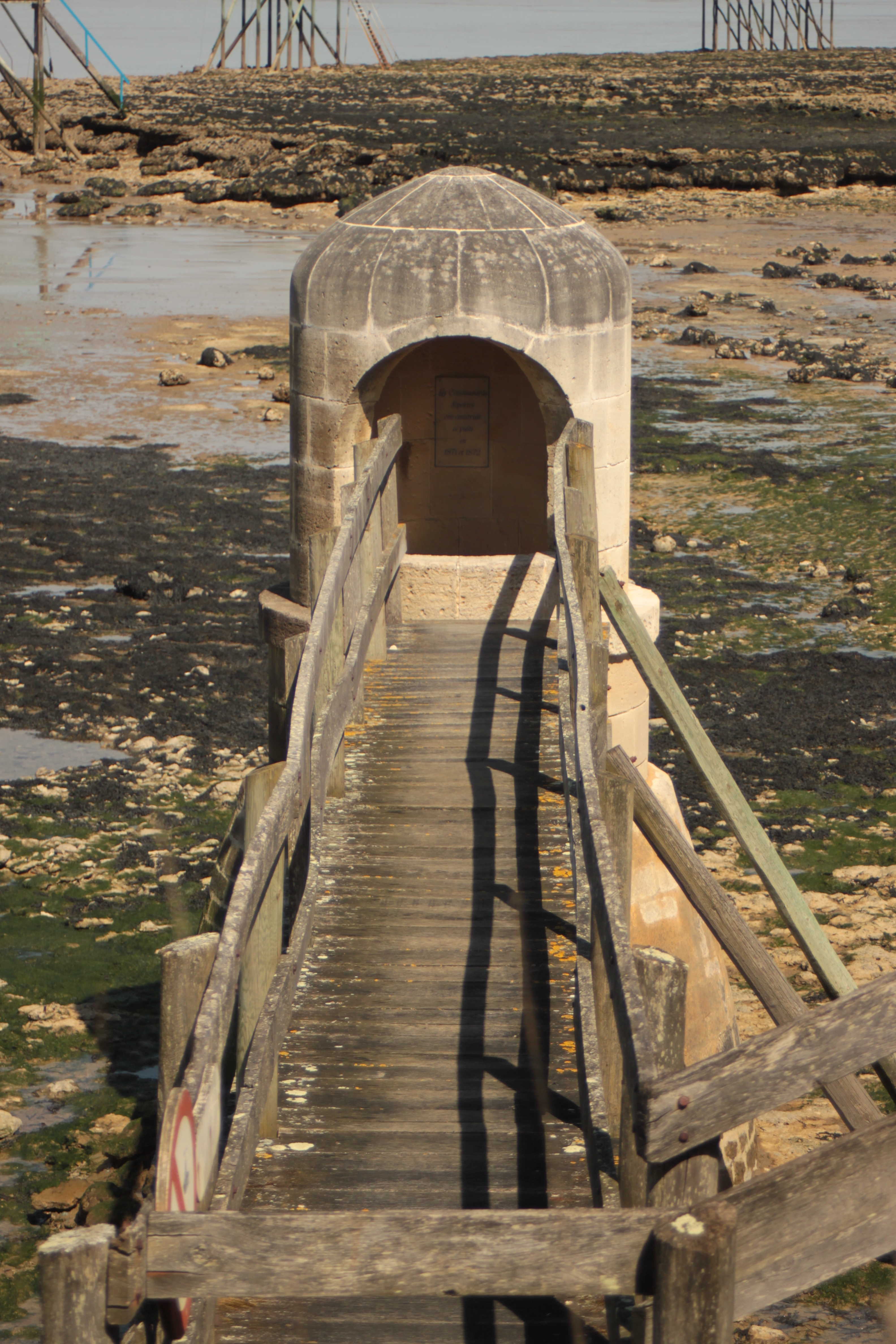
Колодязь і місток до нього
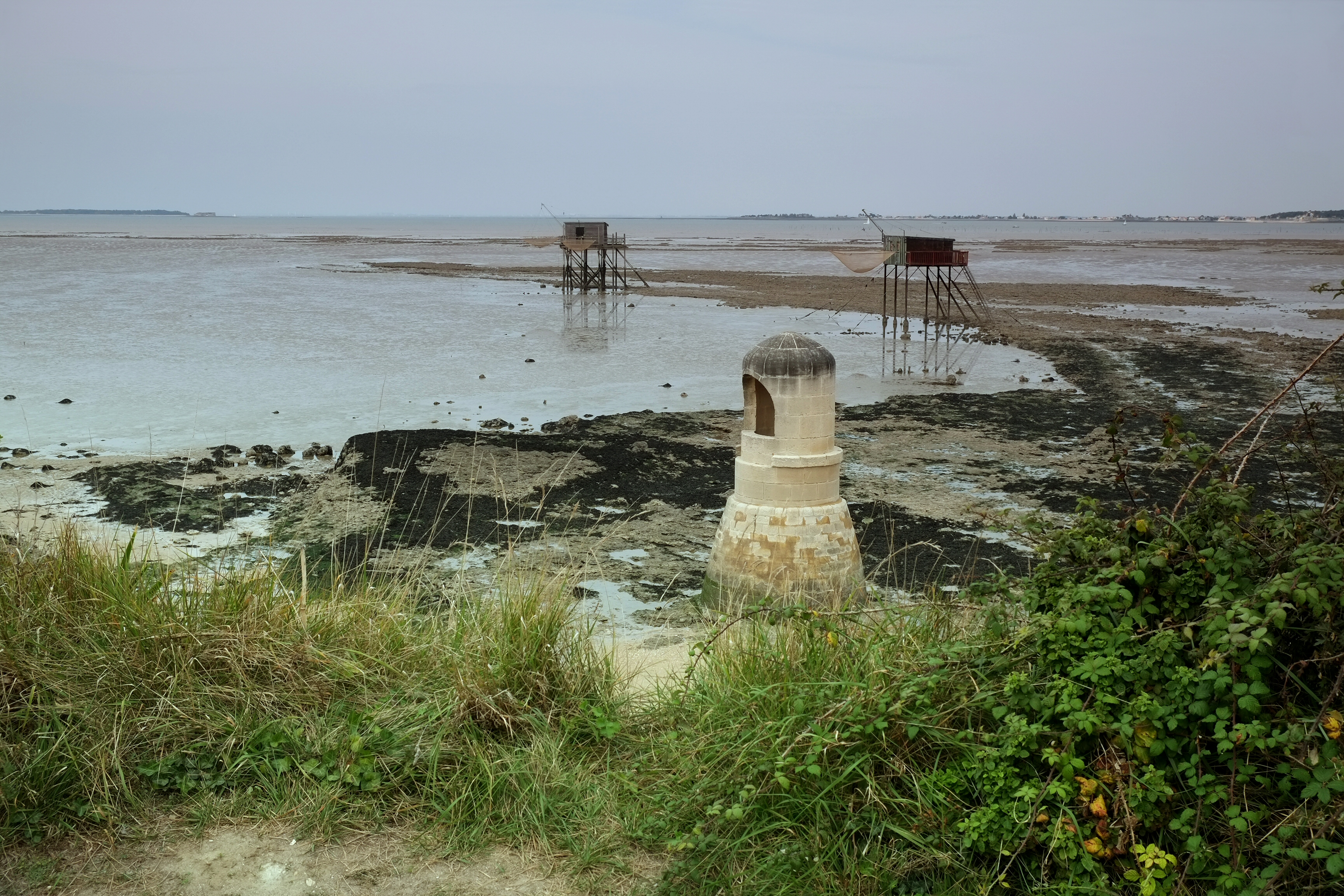
Колодязь без мосту

## Галерея
|                    |
| La ferme aquacole. |

|                                                                                            |
| Les seules constructions de l'île avec la ferme, les utilitaires du camping et la redoute. |

|                                                                |
| Installations de pêche au carrelet sur la côte Ouest de l'île. |

|                                                                             |
| Installations de pêche au carrelet (sans ponton) sur la côte Nord de l'île. |

|                                                  |
| Installation de pêche au carrelet (sans ponton). |